# Augustine Henry Shepperd
Augustine Henry Shepperd (* 24. Februar 1792 in Rockford, Surry County, North Carolina; † 11. Juli 1864 in Salem, North Carolina) war ein US-amerikanischer Politiker. Zwischen 1827 und 1851 vertrat er drei Mal den Bundesstaat North Carolina im US-Repräsentantenhaus.

## Werdegang
Augustine Shepperd besuchte zunächst die Grundschule. Nach einem anschließenden Jurastudium und seiner Zulassung als Rechtsanwalt begann er im Surry County in diesem Beruf zu arbeiten. Gleichzeitig schlug er eine politische Laufbahn ein. In den 1820er Jahren schloss sich Shepperd der Bewegung um den späteren US-Präsidenten Andrew Jackson an. Zwischen 1822 und 1826 war er Abgeordneter im Repräsentantenhaus von North Carolina.
Bei den Kongresswahlen des Jahres 1826 wurde er im neunten Wahlbezirk von North Carolina in das US-Repräsentantenhaus in Washington, D.C. gewählt, wo er am 4. März 1827 die Nachfolge von Romulus Mitchell Saunders antrat. Nach fünf Wiederwahlen konnte er bis zum 3. März 1839 sechs Legislaturperioden im Kongress absolvieren. Diese waren bis 1837 von den Diskussionen um die Politik von Präsident Jackson geprägt. Dabei ging es vor allem um die umstrittene Durchführung des Indian Removal Act, die Nullifikationskrise mit dem Staat South Carolina und die Bankenpolitik. Anfang der 1830er Jahre wurde Augustine Shepperd zum politischen Gegner von Jackson. Später wurde er Mitglied der Whig Party. Im Kongress war Sheppard von 1829 bis 1831 Vorsitzender des Ausschusses zur Kontrolle der Ausgaben des Marineministeriums. Danach leitete er ähnliche Ausschüsse zur Kontrolle der Ausgaben im Kriegs- und Außenministerium.
Im Jahr 1838 unterlag Shepperd dem Demokraten John Hill. Zwei Jahre später konnte er bei den Kongresswahlen des Jahres 1840 als Kandidat der Whigs sein altes Mandat im neunten Distrikt zurückgewinnen. Bis zum 3. März 1843 verbrachte er eine weitere Amtszeit im Kongress, während der er Vorsitzender des Ausschusses zur Kontrolle der öffentlichen Ausgaben war. Diese Legislaturperiode war von den Spannungen zwischen seiner Partei und dem neuen Präsidenten John Tyler bestimmt.
Bei den Wahlen des Jahres 1846 wurde Shepperd im vierten Bezirk von North Carolina als Nachfolger von Alfred Dockery nochmals in das US-Repräsentantenhaus gewählt, wo er zwischen dem 4. März 1847 und dem 3. März 1851 zwei letzte Legislaturperioden absolvierte. Diese waren anfangs noch von den Ereignissen des Mexikanisch-Amerikanischen Krieges überschattet. Nach seinem endgültigen Ausscheiden aus dem Kongress praktizierte Augustine Shepperd wieder als Anwalt. Er starb am 11. Juli 1864 auf seinem Anwesen „Good Spring“ im heutigen Winston-Salem.